# Studio 33
Studio 33 fue un desarrollador de juegos de Liverpool, Reino Unido. Alguna vez fue propiedad parcial de Psygnosis, haciendo Newman-Haas Racing, Formula One 99, Formula One 2000, Formula One 2001, Formula One Arcade y Destruction Derby Raw para PlayStation, y Destruction Derby Arenas para la PlayStation 2.

## Historia
En 1993, SCEE compró Psygnosis, y John White, ex director de desarrollo, formó Studio 33 desde 1996 hasta el 16 de octubre de 2003. En 2003, EA compra Studio 33. EA trasladó el estudio a Warrington y lo rebautizó como EA North West. En 2006, Electronic Arts decide cerrar el estudio.

## Videojuegos
| Título                   | Plataforma           | Año  |
| ------------------------ | -------------------- | ---- |
| Newman Haas Racing       | PlayStation, Windows | 1998 |
| Formula One 99           | PlayStation          | 1999 |
| Destruction Derby Raw    | PlayStation          | 2000 |
| Formula One 2000         | PlayStation          | 2000 |
| Formula One 2001         | PlayStation          | 2001 |
| Formula One Arcade       | PlayStation          | 2002 |
| Destruction Derby Arenas | PlayStation 2        | 2004 |